# 今日を生きよう
「今日を生きよう live for today」（きょうをいきよう リヴ・フォー・トゥデイ）は、1998年9月2日に発売されたサニーデイ・サービス通算10作目のシングル。

## 解説
「今日を生きよう」はアルバム『24時』
からのリカット・シングルで、アルバムとは別ミックス。この曲は『24時』収録曲として1998年4月3日に丸山晴茂のドラムのみでリズム・トラックのレコーディングから始められるが、思っているような雰囲気が出ず試行錯誤の結果、丸山のドラムをサンプリングしてループさせる方法が採用された。しかし、シーケンサーなどのコンピューター類を使用していなかったために作業が難航し、結局ループ作成に10時間ほどが費やされた。ドラム・ループ完成後、田中貴によるベースがダビングされその後、曽我部恵一によるヴォーカルとエレキ・ギターがそれぞれ仮レコーディングされた。4月5日にキーを下げて田中によるベースが再度ダビングされ、曽我部によるエレキ・ギターとヴォーカルおよびコーラス、曽我部・田中・丸山によるハンド・クラップがそれぞれダビングされた。4月6日には曽我部によるエレキとアコースティックの両ギターがダビングされ、さらに丸山によるタンバリンのダビング、田中と丸山によるコーラスをオーバーダブ。その後3人による口笛が被せられた。4月8日には口笛が録り直され、レコーディングは完了している。
「からっぽの朝のブルース」「成長するってこと」は、いずれもアルバム未収録曲。両曲ともベスト・アルバム『Best Flower -B side collection-』と、2013年リリースの2枚組ベスト・アルバム『サニーデイ・サービス BEST 1995-2000』に、それぞれ収録されたほか、後にミディ在籍時の楽曲を網羅した完全生産限定コンプリート・ボックス・セット『“MIDI” COMPLETE BOX』の『アルバム未収録曲集 II』にも収録された。

## ミュージック・ビデオ
「今日を生きよう」には、メンバー3人が揃って讃岐うどんを食べ歩くだけというプロモーション・ヴィデオが制作され、後にコンプリート映像集『Teenage Flashback 1995-2000』に収録された。

## パッケージ、アートワーク
初回限定デジパック仕様。

## 収録曲
1. 今日を生きよう live for today 〜single mix〜  –  (6'08")[1]
2. からっぽの朝のブルース empty morning blues  –  (5'56")[1]
3. 成長するってこと growin' up  –  (7'17")[1]

## レコーディング・メンバー

### 今日を生きよう
| Vocal, E.Guitar, A.Guitar : 曽我部恵一                          |
| Bass : 田中貴                                                   |
| Drums, Tambourine : 丸山晴茂                                    |
| 口笛, 手拍子, コーラス : 自由参加隊（ソカベ, タナカ, ハルシゲ） |

### からっぽの朝のブルース
| Vocal, A.Guitar, E.Guitar : 曽我部恵一 |
| Bass : 田中貴                          |
| Drums : 丸山晴茂                       |
| E.Guitar : 新井仁                      |
| Piano : 高野勲                         |

### 成長するってこと
| Vocal, A.Guitar, E.Guitar : 曽我部恵一 |
| Bass, Chorus : 田中貴                  |
| Drums : 丸山晴茂                       |
| E.Guitar, Chorus : 新井仁              |
| Organ, Chorus : 高野勲                 |

## クレジット
| 曽我部恵一                          |
| 田中貴                              |
| 丸山晴茂                            |
| 高野勲                              |
| 新井仁                              |
| 自由参加隊                          |
| 三原重夫                            |
| 吉満宏之                            |
| 伊藤優子                            |
| 上田佳子                            |
| 小田島等                            |
| 岡村マキ                            |
| 大塩実穂                            |
| 高崎里美子                          |
| 大蔵博                              |
|                                     |
| all songs written by KEIICHI SOKABE |

## リリース日一覧
| 地域 | リリース日   | レーベル | 規格 | カタログ番号 | 備考                   |
| ---- | ------------ | -------- | ---- | ------------ | ---------------------- |
| 日本 | 1998年9月2日 | MIDI     | CD   | MDCS-1015    | 初回限定デジパック仕様 |